# Етнічна історія
Етнічна історія — наука, яка досліджує етнічні утворення в їх часовому русі та розвитку.
Етнографічні знання необхідні для глибокого розуміння історії й культури народів на всіх етапах розвитку людського суспільства. Історія народу — це не тільки історія добування засобів для життя; вона охоплює історію його житла, одягу, харчування, його родинного укладу, форм побуту в широкому значенні цього слова. Історія народу — це не тільки історія його боротьби за свої ідеали, це разом з тим історія його світогляду, народних знань, вірувань і марновірства, обрядів і звичаїв.
Етнічна історія вивчає проблеми виникнення етнічних утворень, племен, союзів племен, народностей і націй, що визначаються як етноси різного таксономічного рівня:
- виявлення й опис традиційних культурно-побутових рис етносів, вивчення їх трансформації у часі (поселень, житла, одягу, їжі, традиційних занять, звичаїв і обрядів, народних занять тощо);
- вивчення території розселення етносів, руху етнічних кордонів у часі, зміни національного складу населення на етнічній території, формування національної діаспори та її особливостей у різних країнах;
- дослідження етносоціальної структури суспільства на різних етапах часового розвитку в межах етнічної території, зміни соціального складу окремих етносів і співвідношень між їх соціальними верствами;
- дослідження народної творчості у галузі матеріальної та духовної культури в її історичному розвитку;
- дослідження долі етнокультур в умовах урбанізації суспільств.